# Il trono della follia
Il trono della follia è il primo romanzo del ciclo de I canti di Anharra, scritto da J.P. Rylan (Giulio Leoni) nel 2006.

## Trama
(J.P. Rylan, Il trono della follia, op. cit. p.181)
Oltre Hirush, ultimo avamposto dell'impero, si apre il deserto del Vuoto: là sorge Anharra la splendida, la città dove i vivi e i morti si incontrano. I suoi bastioni di rame sono ormai vigilati soltanto da pallide visioni, ma nascondono ancora arcane conoscenze e tesori immensi. Solo una voce vi risuona, l'eco del mormorio delle Tenebre. Le potenze che danno voce all'inferno. Il re Vemerin, colui che la eresse, ha ascoltato i loro malefici canti. Le loro voci mielate lo hanno accompagnato sul confine della morte: Vemerin ha visto, e la sua mente è sprofondata nella follia. Un regno saggio e giusto si è trasformato in un orrore indicibile. Poi anche il suo ricordo si è perduto.
Trenta secoli dopo un giovane, Vargo, e un vecchio, Amnor di Mennon, si avventurano in quella sterminata desolazione, sulle tracce di una mappa strappata al corpo vivo dell'unico viaggiatore che abbia mai raggiunto la città e ne sia tornato.
Il giovane è stato ufficiale della Guardia imperiale, e ha tradito inseguendo un amore impossibile. L'altro fu un tempo medico dell'Imperatore e torturatore di corte. Bandito per aver violato la Sala Negata nella biblioteca del Palazzo, ove ha appreso la leggenda di Anharra. Diverso è il motivo che li spinge: per Vargo il riscatto dalle sue colpe, per Amnor il dono della conoscenza ultima, di ciò che esiste oltre i confini della vita. Ad accompagnarli nel loro viaggio, due ragazze, Shanda e Khaima, dolci, bellissime e feroci. Attratte dal miraggio di una immensa ricchezza da poter condividere con la loro padrona, la Signora Rossa che domina il Cerchio delle Sgualdrine. Intanto Nester, la cometa che a ogni era annuncia il ritorno delle Tenebre, è comparsa sopra l'orizzonte. Anche Vemerin, il re pazzo, sta per risorgere dalla sua tomba custodita da giganti di bronzo. Pronto a scatenarsi con la sua armata di morti verso le terre dell'impero. C'è un solo modo per fermarlo: superare le mura di rame di Anharra e
penetrare nel suo sacello. E lì intonare al suo cospetto il Trentesimo Canto. Un rito noto soltanto ad Atana il Cantore, l'ultimo discendente del Collegio degli Arcani. Gli antichi saggi che si accompagnarono con il re prima di trasformarsi in suoi implacabili nemici, inorriditi dalla sua follia. Coloro che lo serrarono nella sua tomba, riuscendo a trattenerlo nel suo mausoleo. Finora.

## Personaggi
- Vargo: Vargo dal Nulla è un giovane guerriero di Mergon, la città dei Ribelli che si erano opposti all'Imperatore di Menthor.

- Amnor di Mennon: Vecchio sapiente, sostanzialmente malvagio, era un tempo il medico di corte dell'Imperatore e faceva parte del Cerchio delle Saggezze, una casta composta da scienziati al servizio del loro signore.

- Shanda: Una delle due Sgualdrine della Signora Rossa. È innamorata di Vargo.

- Khaima: Ragazza bellissima e infallibile con l'arco, fa parte anche lei, come l'amica Shanda, del Cerchio delle Sgualdrine.

- Sergente Kon: Militare della guardia Imperiale, si ritrova con gli altri quattro dopo che i suoi soldati vengono sterminati alla porta di Hirush.

- Temon: Capo dei monaci del Collegio degli Arcani, porta su di sé la maledizione di Vemerin.

## Edizioni
- J.P. Rylan, Il trono della follia, Omnibus, Arnoldo Mondadori Editore, 2006,  p. 297.
- J.P. Rylan, Il trono della follia, Epix, Arnoldo Mondadori Editore, 2010,  p. 300.